# Lady Maud
Le Lady Maud est un cotre aurique avec mât de flèche, construit en 1907 au chantier Luke Brothers (en), au Royaume-Uni et appartenant à Georges-Philippe Fontaine depuis 2023.
Son immatriculation est AY 846195 (Auray).
Le Lady Maud fait l’objet d’un classement au titre objet des monuments historiques depuis le 6 novembre 1992.
Le Lady Maud a le label bateau d'intérêt patrimonial (BIP) de la Fondation du patrimoine maritime et fluvial.
Le bateau navigue fréquemment dans le golfe du Morbihan. En mai 2025, lors de la semaine du Golfe, le Lady Maud s'échoue sur des rochers.

## Histoire

### Choix du nom
Maud serait le prénom de la jeune anglaise à laquelle ce bateau a été offert en cadeau de mariage par son père, en 1907.
The Lady Maud schooner yacht (la goélette Lady Maud) est le titre d'un livre de William Clark Russell (en) paru en 1896.

### Propriétaires
Il aurait été construit en 1907 pour le capitaine H. M. Taylor de Plymouth.
En 1922 il est acheté par Richard Travers Dixon, grand yachtman anglais et médaillé d'or en voile aux Jeux olympiques de 1908.
Alain Gerbault, lorsqu'il envisageait son futur tour du monde, voulut racheter le Lady Maud à R. Dixon. Celui-ci ayant refusé, il acquit le Firecrest (1892, même tonnage) pour son expédition en 1924.
Après avoir connu de multiples propriétaires le Lady Maud est acheté en 1971, par Gérard d'Aboville. En 1997 une restauration est entreprise par la société des Charpentiers réunis et son gréement aurique d'origine est rétabli.
En 2023, son skipper et co-proprétaire est Georges-Philippe Fontaine.  

## Performances
En 1928, le Lady Maud se classe second de la Channel Race, une course réservée aux bateaux dont la longueur de flottaison était alors jugée trop courte pour participer au Fastnet Race, derrière le Pen-Boch, nettement plus grand. Il gagne la seconde édition en 1930.
En août 2023, le voilier, skippé par Georges-Philippe Fontaine, est classé 2e lors de la première édition de la régate de la « Brest Finistère Classic » entre Brest et Douarnenez,,.

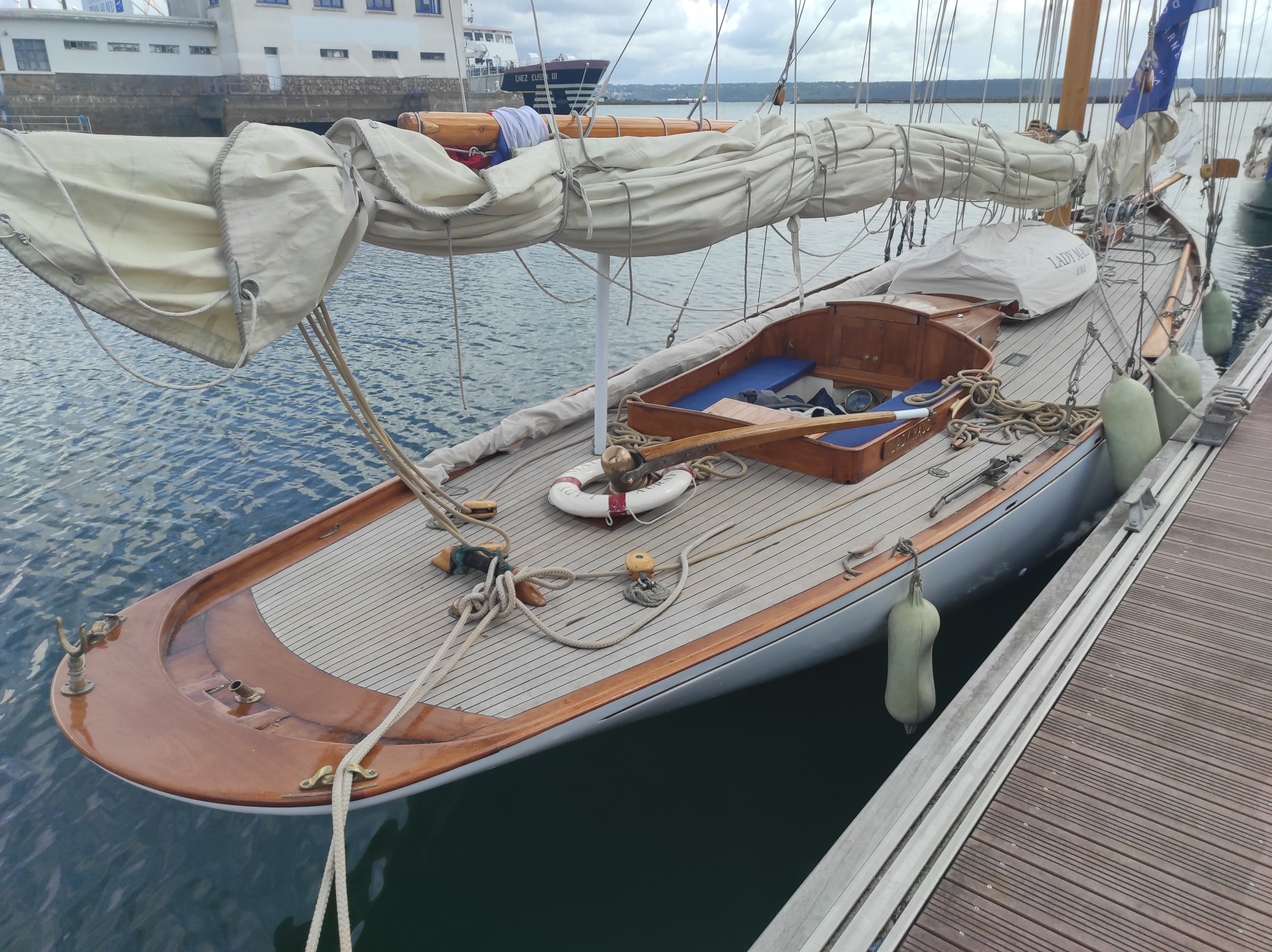
Lady Maud dans le port de Brest à l'issue de la régate Brest Finistère Classic (26/8/23)